# Пять золотых драконов
Пять золотых драконов (англ. Five Golden Dragons) — международный комедийный боевик 1967 года, действие которого происходит в Гонконге. Съемки велись в формате Techniscope в сентябре 1966 года, натурная часть в пагоде Сад тигрового бальзама, а павильонная в студии Shaw Brothers. Режиссером выступил Джереми Саммерс, а в главных ролях снялись — Роберт Каммингс, в своём последнем полнометражном фильме и Маргарет Ли, которая исполнила в фильме две песни.
Продюсером и сценаристом фильма, под псевдонимом Питер Уэльбек, выступил Гарри Алан Тауэрс, а одну из трех главных женских ролей сыграла его жена Мария Ром. В фильме прослеживается небольшая связь с рассказами Эдгара Уоллеса: комиссар Сандерс, офицер Королевской полиции Гонконга — персонаж рассказов Уоллеса. Тауэрс использовал имя Уоллеса для привлечения средств международных киноинвесторов.

## Сюжет
Пять золотых драконов — это международный преступный синдикат тайного общества по торговле золотом, базирующийся в Гонконге. Они планируют расстаться, продав свое преступное предприятие мафии за 50 миллионов долларов. Однако члены группы опасаются жадности друг друга в получении своей доли прибыли.

## В ролях
- Роберт Каммингс — Боб Митчелл
- Маргарет Ли — Магда
- Руперт Дэвис — Комиссар Сандерс
- Клаус Кински — Герт
- Мария Ром — Ингрид
- Зигхардт Рупп — Питерсон
- Рой Чяо — Инспектор Чяо
- Брайан Донлеви —Третий дракон
- Дэн Дьюриа — Первый дракон
- Кристофер Ли — Четвертый дракон
- Джордж Рафт — Второй дракон
- Мария Перши — Маргрет
- Юкари Ито — Приглашенный певец

## Производство
Фильм стал одной из трех работ Гарри Алана Тауэра, снятых в гонконгской студии Run Run Shaw, остальные два: «Месть Фу Манчу», также снятый Джереми Саммерсом, с Кристофером Ли и Марией Ром, и «Миллион глаз Су-Муру», с Клаусом Кински и вновь с Марией Ром. В сентябре 1966 года планировалось, что Дон Шарп станет режиссером. Первоначально в фильме планировалось участие Джорджа Сандерса и Бэзила Рэтбоуна в ролях драконов.
На съемках Робберт Каммингс познакомился со своей четвертой женой Региной Фонг, которая работала над сценарием фильма.
«Пять золотых драконов» входил в ряд легкомысленных шпионских боевиков, активно выходивших во второй половине 1960-х годов. Годом ранее, в апреле 1966 года, в Лондоне вышли еще два фильма с похожим сюжетом о туристе, которого преследуют убийцы — «Мужчина, который мог быть убит», срежиссированный Клиффом Оуэном и Рональдом Нимом с Джеймсом Гарнером в главной роли, а также «Наш человек в Марракеше», срежиссированный Доном Шарпом с Тони Рэндаллом в главной роли.